# Rubén Silvano Manso Olivar
Rubén Silvano Manso Olivar, né le 16 décembre 1966, est un homme d'affaires et homme politique espagnol membre de Vox.

## Biographie

### Carrière dans les affaires
Rubén Manso Olivar a été président-directeur général (PDG) de plusieurs sociétés de gestion d'actifs (fonds d'investissement, fonds de pension et patrimoines) filiales de Banco Zaragozano, ainsi que de Eurobank del Mediterráneo.
Il a également été associé chez Analistas Financieros Internacionales, où il a travaillé en tant que spécialiste de la réglementation financière. 
Il est depuis avril 2015 administrateur de Banco Madrid.
Il intervient comme conférencier dans diverses universités et grandes écoles. Il est aussi régulièrement invité dans les médias pour s’exprimer sur les questions économiques et financières.

### Carrière politique
Lors des élections générales anticipées du 10 novembre 2019, il est élu au Congrès des députés pour la XIVe législature.
Il est le référent de Vox pour les questions économiques. Il plaide en faveur d'une plus grande dérégulation des marchés financiers, de la suppression des communautés autonomes et du salaire minimum, ainsi que de la réduction des cotisations sociales. 